# Kościół św. Anny w Podlesiu Kościelnym
Kościół świętej Anny w Podlesiu Kościelnym – rzymskokatoliki kościół parafialny należący do parafii pod tym samym wezwaniem (dekanat kłecki archidiecezji gnieźnieńskiej).

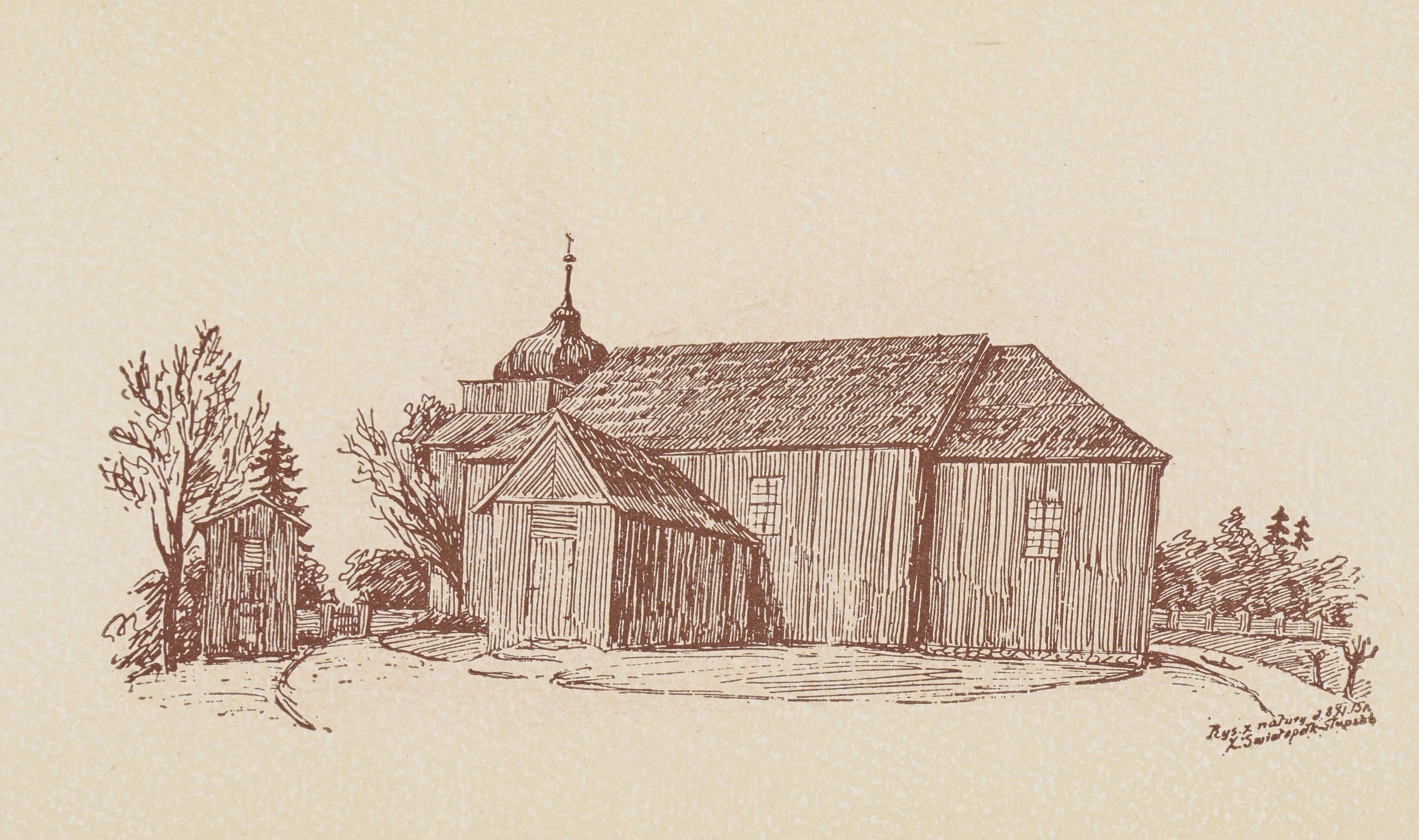
Widok kościoła przed 1917

Obecny kościół został zbudowany w latach 1712–1727 i ufundowany przez Jana Rydzyńskiego – stolnika wielkopolskiego. Wzniesiony został z drewna modrzewiowego, w konstrukcji sumikowo-łątkowej, jest orientowany. Z przodu jest umieszczona trzykondygnacyjna wieża o konstrukcji słupowej z kruchtą znajdującą się w przyziemiu, zwieńczona blaszanym dachem hełmowym z iglicą. Wnętrze świątyni jest jednonawowe, prezbiterium jest mniejsze w stosunku do nawy, zamknięte prostokątnie z zakrystią z boku, od nawy oddzielone jest belką tęczową z XVI-wiecznym ludowym krucyfiksem. Ołtarz główny został wykonany w XVII wieku i zawiera elementy XVIII-wieczne z krzyżem „drzewo życia” z roku 1590. Jeden ołtarz boczny powstał w 1. połowie XVII wieku, natomiast drugi, w stylu rokokowym, pochodzi z 2. połowy XVIII wieku. Do cennego wyposażenia świątyni należą również rzeźby Chrystusa Frasobliwego, św. Jana Nepomucena, św. Anny z XVI-XVIII wieku a także liczne obrazy świętych: Anny z Dzieciątkiem, Joachima, Józefa, Antoniego, Jana Chrzciciela, Barbary, Teresy, Walentego.